# Thermoniphas plurilimbata
Thermoniphas plurilimbata är en fjärilsart som beskrevs av Karsch 1895. Thermoniphas plurilimbata ingår i släktet Thermoniphas och familjen juvelvingar. Inga underarter finns listade i Catalogue of Life.